# Привлака (Вуковарско-сремска жупанија)
Привлака је насеље и седиште истоимене општине у Републици Хрватској. Налази се у Вуковарско-сремској жупанији.

## Историја
Први пут се помиње 1332. као Перлак, Порлак. Око 1730. Привлаци је припојено село Фалишевац. Данас је то некадашње село једна од највећих улица у Привлаци под именом Фаличевци. Због добре земље растао је број становника. Године 1827, село је имало 1.464 становника. Некад је Привлака припадала Оточкој жупи. Школа је основана 1772. Одавде је позната војничка породица Чолић која је дала високе официре. Из те породице потиче Елизабета, мајка хрватског бана Јосипа Шокчевића. Жупна црква Св. Мартина подигнута је крајем 18. века.
У селу су живели и Роми, који су 1914. подигли своју цркву. Ту је, наводно, 1938. први пут читано јеванђеље на ромском језику.

## Становништво
На попису становништва 2011. године, општина, односно насељено место Привлака је имала 2.954 становника.

## Попис1991.
На попису становништва 1991. године, насељено место Привлака је имало 3.501 становника, следећег националног састава:
| Попис 1991.‍   | Попис 1991.‍  | Попис 1991.‍ | Попис 1991.‍ | Попис 1991.‍ |
| ------------- | ------------ | ----------- | ----------- | ----------- |
|               |              |             |             |             |
| Хрвати        | Хрвати       |             | 3.346       | 95,57%      |
| Срби          | Срби         |             | 36          | 1,02%       |
| Југословени   | Југословени  |             | 8           | 0,22%       |
| Мађари        | Мађари       |             | 4           | 0,11%       |
| Муслимани     | Муслимани    |             | 3           | 0,08%       |
| Немци         | Немци        |             | 3           | 0,08%       |
| Албанци       | Албанци      |             | 2           | 0,05%       |
| Словенци      | Словенци     |             | 1           | 0,02%       |
| остали        | остали       |             | 3           | 0,08%       |
| неопредељени  | неопредељени |             | 7           | 0,19%       |
| регион. опр.  | регион. опр. |             | 1           | 0,02%       |
| непознато     | непознато    |             | 87          | 2,48%       |
| укупно: 3.501 |              |             |             |             |

## Познате особе
- Мирко Филиповић